# Morti il 25 giugno
| Questa pagina contiene informazioni ricavate automaticamente dalle voci biografiche con l'ausilio del template Bio e di un bot. L'aggiornamento è periodico e automatico e ricostruisce completamente la pagina. Se manca una persona in questa lista, sei pregato di non aggiungerla, ma accertati piuttosto che la sua voce biografica contenga il template Bio e che i dati anagrafici siano correttamente compilati. Se il template Bio manca, inseriscilo tu stesso o, in alternativa, metti l'avviso {{tmp\|Bio}} che ne segnala la mancanza. Se i dati riportati sono sbagliati, correggi direttamente la voce biografica; le modifiche saranno visibili in questa lista entro pochi giorni. Per chiarimenti vedi il progetto biografie. La lista contiene solo le 467 persone che sono citate nell'enciclopedia e per le quali è stato implementato correttamente il template Bio. Pagina aggiornata al 13 ago 2025. |

## V secolo(1)
- 466 - Prospero di Reggio Emilia, vescovo e santo italiano

## VI secolo(1)
- 592 - San Moloc, scozzese

## VII secolo(2)
- 605 - Damiano di Alessandria, arcivescovo cristiano orientale siriaco
- 635 - Gao Zu, imperatore cinese (n. 566)

## IX secolo(1)
- 874 - Salomone di Bretagna, sovrano

## X secolo(1)
- 965 - Guido d'Ivrea, nobile franco (n. 940)

## XII secolo(3)
- 1134 - Niels di Danimarca, re danese
- 1142 - Guglielmo da Vercelli, abate, religioso e santo italiano (n. 1085)
- 1160 - Giovanni di Spagna, religioso e monaco cristiano spagnolo (n. 1123)

## XIII secolo(3)
- 1218 - Simone IV di Montfort, conte
- 1228 - Pietro e Fevronia di Murom, santo russo
- 1244 - Jacopo da Pecorara, cardinale italiano

## XIV secolo(7)
- 1319 - Giovanni di Castiglia, principe (n. 1262)
- 1319 - Pietro di Castiglia, principe spagnolo (n. 1290)
- 1337 - Federico III di Sicilia, sovrano
- 1352 - Abu Sa'id Uthman II, sultano
- 1394 - Dorotea di Montau, mistica tedesca (n. 1347)
- 1400 - Giovanni Gabrielli, arcivescovo cattolico italiano
- 1400 - Pierre Perrat, architetto francese (n. 1340)

## XV secolo(9)
- 1423 - Rinaldo di Jülich-Geldern, duca (n. 1365)
- 1432 - Giano di Cipro, re (n. 1375)
- 1436 - Alexandru I Aldea, principe (n. 1397)
- 1438 - Olaus Laurentii, religioso svedese
- 1440 - Guillaume Crespin, ufficiale francese
- 1457 - Guiduccia da Correggio, nobildonna italiana (n. 1399)
- 1483 - Richard Grey, politico inglese (n. 1457)
- 1483 - Antonio Woodville, nobile britannico
- 1487 - Giacomo Oddi, scrittore italiano

## XVI secolo(13)
- 1521 - Cristoforo Caselli, pittore italiano
- 1533 - Maria Tudor, principessa inglese (n. 1496)
- 1535 - Rumiñahui, condottiero inca
- 1543 - Giovanni Mangone, architetto e scultore italiano
- 1558 - Johannes Ferrarius, giurista, teologo e filosofo tedesco
- 1559 - Antonio Trivulzio, cardinale e vescovo cattolico italiano (n. 1514)
- 1565 - Herluf Trolle, ammiraglio danese (n. 1516)
- 1573 - Laura Dianti, nobile italiana
- 1579 - Hatano Hideharu, militare giapponese (n. 1541)
- 1585 - Paolino Bernardini, presbitero e teologo italiano (n. 1518)
- 1593 - Michele Mercati, medico e botanico italiano (n. 1541)
- 1598 - Giacomo Gagini, scultore italiano (n. 1517)
- 1599 - Sahib Jamal Begum, nobildonna afghana

## XVII secolo(16)
- 1601 - Peregrine Bertie, XIII barone Willoughby de Eresby, generale, diplomatico e nobile inglese (n. 1555)
- 1609 - Giulio Cesare d'Austria
- 1614 - Alessandro Bevilacqua, compositore italiano (n. 1559)
- 1634 - John Marston, poeta, drammaturgo e scrittore inglese (n. 1576)
- 1638 - Juan Pérez de Montalbán, drammaturgo, poeta e presbitero spagnolo (n. 1602)
- 1644 - Thomas Westfield, religioso e teologo inglese (n. 1573)
- 1652 - Abraham von Franckenberg, mistico tedesco (n. 1593)
- 1655 - Margherita di Savoia, duchessa italiana (n. 1589)
- 1660 - Gregorio Panzani, vescovo cattolico italiano (n. 1592)
- 1665 - Sigismondo Francesco d'Austria, vescovo cattolico austriaco (n. 1630)
- 1669 - Francesco di Borbone-Vendôme, generale francese (n. 1616)
- 1671 - Giovanni Riccioli, gesuita e astronomo italiano (n. 1598)
- 1673 - Charles de Batz de Castelmore d'Artagnan, nobile e militare francese (n. 1615)
- 1674 - Maurizia Eleonora del Portogallo, nobildonna portoghese (n. 1609)
- 1681 - Carlo Eugenio d'Arenberg, nobile belga (n. 1633)
- 1693 - Anna di Horne, nobildonna belga (n. 1629)

## XVIII secolo(15)
- 1703 - Giovanni Pietro Pinamonti, gesuita italiano (n. 1632)
- 1709 - Federico VII di Baden-Durlach, sovrano (n. 1647)
- 1715 - Jean-Baptiste du Casse, pirata e ammiraglio francese (n. 1646)
- 1717 - Henry Browne, V visconte Montagu, nobile inglese (n. 1642)
- 1727 - Fortunato Morosini, vescovo cattolico italiano (n. 1666)
- 1729 - Peregrine Osborne, II duca di Leeds, politico e ufficiale inglese (n. 1659)
- 1743 - Francesco Arisi, avvocato, poeta e storico italiano (n. 1657)
- 1754 - Pierre-Jacques Cazes, pittore, disegnatore e illustratore francese (n. 1676)
- 1767 - Gottfried Sellius, giurista, naturalista e traduttore tedesco
- 1767 - Georg Philipp Telemann, compositore e organista tedesco (n. 1681)
- 1769 - Carlo Francesco Durini, cardinale italiano (n. 1693)
- 1771 - Filippo Gentile, vescovo cattolico italiano (n. 1692)
- 1785 - Pierre Talon, violoncellista e compositore francese (n. 1721)
- 1785 - Andrea Tron, politico italiano (n. 1712)
- 1794 - Charles Jean Marie Barbaroux, politico e rivoluzionario francese (n. 1767)

## XIX secolo(65)
- 1804 - Georges Cadoudal, generale francese (n. 1771)
- 1811 - Joseph-Alphonse Esménard, poeta e critico d'arte francese (n. 1769)
- 1816 - Hugh Henry Brackenridge, scrittore statunitense (n. 1748)
- 1816 - Florence, attore teatrale francese (n. 1749)
- 1822 - Denzen Aōdō, pittore e incisore giapponese (n. 1748)
- 1822 - Ernst Theodor Amadeus Hoffmann, scrittore, compositore e pittore tedesco (n. 1776)
- 1824 - Esteban Agustín Gascón, politico e giudice argentino (n. 1764)
- 1835 - Antoine-Jean Gros, pittore francese (n. 1771)
- 1838 - François-Nicolas-Benoît Haxo, ingegnere, generale e nobile francese (n. 1774)
- 1838 - Domenico Henares de Zafra Cubero, vescovo cattolico e santo spagnolo (n. 1765)
- 1840 - Leopoldo di Limburg-Stirum, generale e politico olandese (n. 1758)
- 1842 - Jean Charles Léonard Simonde de Sismondi, economista, letterato e storico svizzero (n. 1773)
- 1843 - Marie Adélaide Lenormand, scrittrice e esoterista francese (n. 1768)
- 1847 - Robert Stopford, ammiraglio irlandese (n. 1768)
- 1848 - Jean Baptiste Fidèle Bréa, generale francese (n. 1790)
- 1849 - Gabriel Laviron, pittore, critico d'arte e rivoluzionario francese (n. 1806)
- 1849 - Karl Gottlob Zumpt, filologo classico e latinista tedesco (n. 1792)
- 1853 - Bartolomeo Franzosini, compositore e architetto italiano (n. 1768)
- 1857 - André Jean Baptiste Robineau-Desvoidy, medico e entomologo francese (n. 1799)
- 1858 - Karl Borromäus Philipp zu Schwarzenberg, politico e militare austriaco (n. 1802)
- 1859 - Melchior de Marion Brésillac, missionario e vescovo cattolico francese (n. 1813)
- 1859 - Louis-Charles de Maleville, ufficiale francese (n. 1813)
- 1860 - Pōtatau Te Wherowhero, sovrano neozelandese
- 1860 - Antonio Tonini, alpinista e geografo svizzero (n. 1828)
- 1860 - Sergej Petrovič Trubeckoj, militare russo (n. 1790)
- 1861 - Abdülmecid I, sultano ottomano (n. 1823)
- 1862 - Nicola D'Apolito, chirurgo e scienziato italiano (n. 1815)
- 1863 - Johann Karl Ehrenfried Kegel, agronomo e esploratore tedesco (n. 1784)
- 1864 - Raffaele Carelli, pittore italiano (n. 1795)
- 1864 - Guglielmo I di Württemberg, re (n. 1781)
- 1864 - Francesco Sponzilli, militare, scienziato e architetto italiano (n. 1796)
- 1865 - William Feilding, VII conte di Denbigh, nobile inglese (n. 1796)
- 1866 - Alexander von Nordmann, biologo finlandese (n. 1803)
- 1870 - George Baillie-Hamilton, X conte di Haddington, politico scozzese (n. 1802)
- 1875 - Antoine-Louis Barye, scultore francese (n. 1796)
- 1876 - Mitch Bouyer, militare statunitense (n. 1837)
- 1876 - James Calhoun, militare statunitense (n. 1845)
- 1876 - Boston Custer, esploratore statunitense (n. 1848)
- 1876 - George Armstrong Custer, militare statunitense (n. 1839)
- 1876 - Thomas Custer, militare statunitense (n. 1845)
- 1876 - Coltello Insanguinato, esploratore nativo americano
- 1876 - Myles Keogh, militare irlandese (n. 1840)
- 1876 - Thomas O. Moore, politico statunitense (n. 1804)
- 1876 - Henry Armstrong Reed, statunitense (n. 1858)
- 1876 - Charley Reynolds, esploratore statunitense (n. 1842)
- 1876 - Alexander Gustav von Schrenk, naturalista tedesco (n. 1816)
- 1877 - Louis Alexis Beaudemoulin, ingegnere francese (n. 1790)
- 1878 - William Fothergill Cooke, inventore britannico (n. 1806)
- 1881 - Giovanni Battista Piazzoni, imprenditore e politico italiano (n. 1805)
- 1882 - François Jouffroy, scultore francese (n. 1806)
- 1884 - Philip Gore, IV conte di Arran, nobile e diplomatico irlandese (n. 1801)
- 1884 - Hans Rott, compositore e organista austriaco (n. 1858)
- 1887 - Enrico Cimbali, giurista italiano (n. 1855)
- 1887 - Filippo Filippi, critico musicale e compositore italiano (n. 1830)
- 1887 - James Speed, politico e avvocato statunitense (n. 1812)
- 1889 - Lucy Hayes, first lady statunitense (n. 1831)
- 1890 - Joseph Girard, politico, avvocato e giudice svizzero (n. 1815)
- 1892 - Jan Čerskij, paleontologo, geografo e geologo polacco (n. 1845)
- 1894 - Marie François Sadi Carnot, politico francese (n. 1837)
- 1894 - Egisto Paolo Fabbri, imprenditore, banchiere e mecenate italiano (n. 1828)
- 1896 - Marmaduke Wyvill, politico e scacchista inglese (n. 1815)
- 1897 - Margaret Oliphant Oliphant, scrittrice e poetessa scozzese (n. 1828)
- 1898 - Ferdinand Julius Cohn, botanico e biologo tedesco (n. 1828)
- 1899 - Franziskus von Paula Schönborn, cardinale e arcivescovo cattolico ceco (n. 1844)
- 1900 - Carlo d'Adda, politico e patriota italiano (n. 1816)

## XX secolo(205)
- 1901 - Angelo Bargoni, politico e magistrato italiano (n. 1829)
- 1904 - Wilhelm Jordan, scrittore tedesco (n. 1819)
- 1904 - Nikolaj Nikolaevič Obručev, generale russo (n. 1830)
- 1904 - Anthony Frederick Augustus Sandys, pittore e disegnatore inglese (n. 1829)
- 1905 - Augustus Gregory, esploratore inglese (n. 1819)
- 1906 - Stanford White, architetto statunitense (n. 1853)
- 1907 - Giuseppe Mantica, politico, scrittore e funzionario italiano (n. 1865)
- 1911 - Filippo Mariotti, politico italiano (n. 1833)
- 1911 - Jānis Poruks, scrittore lettone (n. 1871)
- 1911 - Maria Clotilde di Savoia, principessa italiana (n. 1843)
- 1912 - Lawrence Alma-Tadema, pittore olandese (n. 1836)
- 1912 - Sarah Hopkins Bradford, scrittrice e storica statunitense (n. 1818)
- 1914 - Giorgio II di Sassonia-Meiningen, sovrano tedesco (n. 1826)
- 1914 - Frederick William True, biologo statunitense (n. 1858)
- 1916 - Thomas Eakins, pittore, fotografo e scultore statunitense (n. 1844)
- 1917 - Andrea Niccoli, attore teatrale italiano (n. 1862)
- 1917 - Carlo Vigevani, calciatore italiano (n. 1892)
- 1918 - Jake Beckley, giocatore di baseball statunitense (n. 1867)
- 1918 - Nikolaus Dürkopp, imprenditore tedesco (n. 1842)
- 1918 - Carlo Gardan, militare italiano (n. 1893)
- 1918 - Enea Guarneri, militare italiano (n. 1894)
- 1919 - Pelagio Luna, politico e avvocato argentino (n. 1867)
- 1921 - Howard Passadoro, calciatore gallese (n. 1871)
- 1922 - Teodoro Valfrè di Bonzo, cardinale e arcivescovo cattolico italiano (n. 1853)
- 1923 - Max Wolff, medico tedesco (n. 1844)
- 1923 - Hermann Škorpil, archeologo, geologo e botanico ceco (n. 1858)
- 1924 - Charles Chubb, ornitologo britannico (n. 1851)
- 1925 - Francisco José Fernandes Costa, politico portoghese (n. 1867)
- 1925 - Mario Nevi, calciatore italiano (n. 1889)
- 1926 - Emilio Costa, giurista italiano (n. 1866)
- 1928 - Julien Brulé, arciere francese (n. 1875)
- 1928 - Gerald C. Duffy, giornalista e sceneggiatore statunitense (n. 1896)
- 1929 - Arturo Cadore, compositore e organista italiano (n. 1877)
- 1929 - Fridiano Cavara, botanico italiano (n. 1857)
- 1929 - Georges Courteline, poeta, scrittore e drammaturgo francese (n. 1858)
- 1929 - Ernest Laurent, pittore francese (n. 1860)
- 1930 - James K. Vardaman, politico statunitense (n. 1861)
- 1931 - Abner Vickery, golfista statunitense (n. 1879)
- 1932 - Cesare Bertolotti, pittore italiano (n. 1854)
- 1932 - Howard Valentine, mezzofondista e velocista statunitense (n. 1881)
- 1933 - Anna Brigadere, scrittrice e drammaturga lettone (n. 1861)
- 1933 - Jean Cugnot, pistard francese (n. 1899)
- 1933 - Giovanni Giacometti, pittore svizzero (n. 1868)
- 1934 - Kee Groot, attivista olandese (n. 1868)
- 1935 - Eugenio Baroni, scultore italiano (n. 1880)
- 1936 - Stefan Cohn-Vossen, matematico tedesco (n. 1902)
- 1937 - Colin Clive, attore britannico (n. 1900)
- 1938 - Carlotta Brianza, ballerina italiana (n. 1865)
- 1938 - Nikolaj Sergeevič Trubeckoj, linguista russo (n. 1890)
- 1938 - Hans von Voltelini, giurista e storico austriaco (n. 1862)
- 1939 - Giuseppe Aldobrandini, II principe di Meldola, militare e nobile italiano (n. 1865)
- 1939 - Eduard Baron von der Ropp, arcivescovo cattolico tedesco (n. 1851)
- 1939 - Richard Seaman, pilota automobilistico britannico (n. 1913)
- 1939 - Harriet White Fisher, sportiva e dirigente d'azienda statunitense (n. 1861)
- 1940 - Thomas Cooper, calciatore inglese (n. 1904)
- 1940 - George Hackathorne, attore statunitense (n. 1896)
- 1940 - Wilhelm Stekel, medico, psicologo e psicoanalista austriaco (n. 1868)
- 1941 - Marie-Vincent Bernadot, presbitero, scrittore e traduttore francese (n. 1883)
- 1941 - Luigi Capello, generale italiano (n. 1859)
- 1941 - Sante Patussi, militare italiano (n. 1915)
- 1941 - Alfred Pringsheim, matematico tedesco (n. 1850)
- 1942 - Gordon Cummins, assassino seriale britannico (n. 1914)
- 1942 - Hans Lietzmann, teologo e filologo tedesco (n. 1875)
- 1942 - Maria della Trinità, religiosa e mistica sudafricana (n. 1901)
- 1943 - Hector Goetinck, calciatore e allenatore di calcio belga (n. 1887)
- 1943 - John Calhoun Phillips, politico statunitense (n. 1870)
- 1943 - Pietro Serini, militare e aviatore italiano (n. 1912)
- 1943 - Mordechaj Zilberberg, partigiano polacco
- 1945 - Alfredo Ambrosi, pittore italiano (n. 1901)
- 1945 - Alec Craig, attore inglese (n. 1884)
- 1945 - Luigi De Servi, pittore e decoratore italiano (n. 1863)
- 1945 - Clifford B. Harmon, imprenditore e aviatore statunitense (n. 1866)
- 1945 - Friedrich von Lindequist, politico tedesco (n. 1862)
- 1946 - Augusto Serena, letterato italiano (n. 1868)
- 1947 - Oluf Olsson, ginnasta danese (n. 1873)
- 1947 - Paul Poirier, calciatore francese (n. 1911)
- 1948 - Dénes Berinkey, giurista e politico ungherese (n. 1871)
- 1948 - William C. Lee, generale statunitense (n. 1895)
- 1948 - Ettore Sportiello, ammiraglio italiano (n. 1882)
- 1949 - Alejandro Lerroux, politico spagnolo (n. 1868)
- 1949 - James Steen, pallanuotista statunitense (n. 1876)
- 1950 - Sergio Gon, calciatore italiano (n. 1926)
- 1950 - Maurice O'Sullivan, scrittore irlandese (n. 1904)
- 1950 - Armando Zucchini, ciclista su strada e ciclocrossista italiano (n. 1907)
- 1951 - Nils Rosén, calciatore svedese (n. 1902)
- 1953 - William Leveson-Gower, IV conte di Granville, ammiraglio britannico (n. 1880)
- 1953 - Aleksandr Aleksandrovič Osmёrkin, pittore russo (n. 1892)
- 1954 - Amarsinhji Banesinhji, principe e militare indiano (n. 1879)
- 1954 - Alfred Chalk, calciatore inglese (n. 1874)
- 1955 - Victor Hugo de Azevedo Coutinho, politico portoghese (n. 1871)
- 1956 - Pietro Ciuffo, disegnatore, giornalista e partigiano italiano (n. 1891)
- 1956 - Ernest King, ammiraglio statunitense (n. 1878)
- 1956 - Miyagi Michio, musicista giapponese (n. 1894)
- 1957 - Giacomo De Martino, nobile, diplomatico e politico italiano (n. 1868)
- 1958 - Alfred Noyes, poeta britannico (n. 1880)
- 1958 - George Orton, siepista e ostacolista canadese (n. 1873)
- 1959 - Charles Starkweather, serial killer statunitense (n. 1938)
- 1960 - Walter Baade, astronomo tedesco (n. 1893)
- 1960 - Charlie Buchan, calciatore e saggista inglese (n. 1891)
- 1960 - Zbysław Ciołkosz, ingegnere polacco (n. 1902)
- 1960 - Otto Ender, politico austriaco (n. 1875)
- 1960 - Ida Rentoul Outhwaite, illustratrice australiana (n. 1888)
- 1960 - Carl Alfred Pedersen, ginnasta norvegese (n. 1882)
- 1961 - Miriam A. Ferguson, politica statunitense (n. 1875)
- 1962 - Vittorio Belmondo, pilota automobilistico italiano (n. 1912)
- 1963 - Robert Anderson, attore danese (n. 1890)
- 1963 - Jone Frigerio, attrice italiana (n. 1877)
- 1964 - Gerrit Rietveld, architetto e artigiano olandese (n. 1888)
- 1964 - Augusta Maria di Baviera, nobile tedesca (n. 1875)
- 1965 - Albert Alden, pistard britannico (n. 1887)
- 1965 - Hans Krahe, linguista tedesco (n. 1898)
- 1965 - Bertil Lindblad, astronomo svedese (n. 1895)
- 1966 - Ughetto Bertucci, attore italiano (n. 1907)
- 1966 - Hans Ferdinand Geisler, generale tedesco (n. 1891)
- 1967 - Francesco Gentile, carabiniere italiano (n. 1930)
- 1969 - Giuseppe Maranini, giurista, politico e pubblicista italiano (n. 1902)
- 1969 - Otto Meyer, imprenditore tedesco (n. 1882)
- 1969 - Walter Edmond Clyde Todd, ornitologo statunitense (n. 1874)
- 1971 - Mario Magnozzi, calciatore e allenatore di calcio italiano (n. 1902)
- 1971 - Mignon Nevada, soprano britannica (n. 1886)
- 1971 - John Boyd Orr, politico e biologo scozzese (n. 1880)
- 1972 - Nat Fleischer, scrittore e storico statunitense (n. 1887)
- 1972 - Ado Kraemer, compositore di scacchi e enologo tedesco (n. 1898)
- 1972 - Jean de Breteuil, nobile e criminale francese (n. 1949)
- 1972 - Attilio Manenti, politico italiano (n. 1921)
- 1972 - Günther Simon, attore tedesco (n. 1925)
- 1972 - Jan Wils, architetto olandese (n. 1891)
- 1973 - Aron Gurwitsch, filosofo lituano (n. 1901)
- 1974 - Renato Cattaneo, calciatore e allenatore di calcio italiano (n. 1903)
- 1974 - Cornelius Lanczos, matematico e fisico ungherese (n. 1893)
- 1974 - Francesco Pennisi, vescovo cattolico italiano (n. 1898)
- 1975 - Javier Ambrois, calciatore uruguaiano (n. 1932)
- 1975 - Benny Bass, pugile statunitense (n. 1904)
- 1975 - Eugen Fink, filosofo tedesco (n. 1905)
- 1975 - Gerald Ouellette, tiratore a segno canadese (n. 1934)
- 1976 - Johnny Mercer, paroliere, compositore e cantante statunitense (n. 1909)
- 1977 - Olave Baden-Powell, educatrice inglese (n. 1889)
- 1977 - Iro Bonci, calciatore italiano (n. 1923)
- 1977 - Francesco Di Salvo, architetto e urbanista italiano (n. 1913)
- 1977 - Sue Kaufman, scrittrice statunitense (n. 1926)
- 1977 - Robert Skelton, nuotatore statunitense (n. 1903)
- 1977 - Endre Szervánszky, compositore ungherese (n. 1911)
- 1978 - Willi Mentz, militare tedesco (n. 1904)
- 1979 - Dave Fleischer, animatore, produttore cinematografico e regista statunitense (n. 1894)
- 1979 - Alexander Key, scrittore statunitense (n. 1904)
- 1979 - Ferruccio Scaglia, direttore d'orchestra italiano (n. 1921)
- 1979 - William O. Steele, scrittore statunitense (n. 1917)
- 1982 - Anatolij Golovnja, direttore della fotografia sovietico (n. 1900)
- 1982 - Igor Gouzenko, funzionario sovietico (n. 1919)
- 1982 - Ed Hamm, lunghista statunitense (n. 1906)
- 1982 - Jaap Paauwe, calciatore olandese (n. 1909)
- 1983 - Alberto Ginastera, compositore argentino (n. 1916)
- 1983 - Oddbjørn Hagen, combinatista nordico e fondista norvegese (n. 1908)
- 1984 - Michel Foucault, filosofo, sociologo e storico francese (n. 1926)
- 1984 - Akihiko Hirata, attore giapponese (n. 1927)
- 1984 - Paul Kinam Ro, arcivescovo cattolico sudcoreano (n. 1902)
- 1985 - Vincenzo Lucertini, generale e aviatore italiano (n. 1914)
- 1985 - Luciano Rufino, sindacalista e politico italiano (n. 1926)
- 1985 - Renato Ziaco, medico, sportivo e scrittore italiano (n. 1927)
- 1986 - Michele Mastromarino, ginnasta italiano (n. 1894)
- 1986 - Reinhold Münzenberg, dirigente sportivo, allenatore di calcio e calciatore tedesco (n. 1909)
- 1986 - Luigi Rognoni, musicologo, critico musicale e regista teatrale italiano (n. 1913)
- 1987 - Mario Nerbini, editore italiano (n. 1899)
- 1987 - Alex Sadkin, produttore discografico e musicista statunitense (n. 1949)
- 1987 - Tony Skyrme, fisico britannico (n. 1922)
- 1988 - Jean Boffety, direttore della fotografia francese (n. 1925)
- 1988 - Maurice Fox, scacchista canadese (n. 1898)
- 1988 - Mildred Gillars, conduttrice radiofonica statunitense (n. 1900)
- 1988 - Hillel Slovak, chitarrista e musicista israeliano (n. 1962)
- 1988 - Fermo Solari, politico, partigiano e imprenditore italiano (n. 1900)
- 1990 - Jorge Alcalde, calciatore peruviano (n. 1916)
- 1990 - Giuseppe Arata, avvocato e politico italiano (n. 1901)
- 1990 - Peggy Glanville-Hicks, compositrice e critica musicale australiana (n. 1912)
- 1990 - Melba Roy Mouton, matematica statunitense (n. 1929)
- 1990 - Giuseppe Olivieri, mafioso italiano (n. 1946)
- 1990 - Evgenija Sečenova, velocista sovietica (n. 1918)
- 1992 - Jerome Brown, giocatore di football americano statunitense (n. 1965)
- 1992 - Larry Cahan, hockeista su ghiaccio canadese (n. 1933)
- 1992 - James Stirling, architetto britannico (n. 1924)
- 1993 - Giovanni Battista Frescura, archeologo italiano (n. 1921)
- 1993 - Miguel Mármol, sindacalista e rivoluzionario salvadoregno (n. 1905)
- 1993 - Giovanni Tonoli, ciclista su strada italiano (n. 1947)
- 1995 - Warren Earl Burger, politico e giurista statunitense (n. 1907)
- 1995 - Alessandra Casaccia, cantante italiana (n. 1950)
- 1995 - Sergej Popov, maratoneta sovietico (n. 1930)
- 1995 - Qiu Miaojin, scrittrice taiwanese (n. 1969)
- 1995 - Ernest Walton, fisico irlandese (n. 1903)
- 1996 - Juan Carlos Ceriani, insegnante uruguaiano (n. 1907)
- 1996 - Luigi Guerricchio, pittore italiano (n. 1932)
- 1996 - Giuseppe Schiavinato, mineralogista e politico italiano (n. 1915)
- 1996 - Hans Stam, pallanuotista olandese (n. 1919)
- 1997 - Bobby Blackwood, calciatore scozzese (n. 1934)
- 1997 - Jacques-Yves Cousteau, esploratore, navigatore e militare francese (n. 1910)
- 1997 - Jacques Houssat, pilota di rally francese (n. 1937)
- 1997 - Carlo Pagliarini, partigiano, politico e pedagogista italiano (n. 1926)
- 1997 - Mario Salvadori, ingegnere italiano (n. 1907)
- 1997 - Gaetano Salvatore, medico italiano (n. 1932)
- 1998 - Lounès Matoub, cantautore, poeta e attivista berbero (n. 1956)
- 1999 - Ravilja Agletdinova, mezzofondista bielorussa (n. 1960)
- 1999 - Jorge Góngora, calciatore peruviano (n. 1906)
- 1999 - Federico Sirigu, pittore italiano (n. 1925)
- 1999 - Fred Trump, imprenditore statunitense (n. 1905)
- 2000 - Ermenegildo Bertola, politico italiano (n. 1909)
- 2000 - Wilson Simonal, cantante brasiliano (n. 1939)
- 2000 - Judith Wright, poetessa australiana (n. 1915)

## XXI secolo(124)
- 2001 - Barbara Dittus, attrice e doppiatrice tedesca (n. 1939)
- 2001 - Hasan Gemici, lottatore turco (n. 1927)
- 2001 - Kurt Hoffmann, regista tedesco (n. 1910)
- 2001 - George Senesky, cestista e allenatore di pallacanestro statunitense (n. 1922)
- 2002 - Alfredo Cece, compositore e organista italiano (n. 1915)
- 2002 - Luigi Cravetto, avvocato, imprenditore e dirigente sportivo italiano (n. 1911)
- 2002 - Derrek Dickey, cestista statunitense (n. 1951)
- 2002 - Luciano De Simon, matematico italiano (n. 1934)
- 2003 - Umberto Cardia, politico italiano (n. 1921)
- 2003 - Renato Cayetano, politico, conduttore televisivo e avvocato filippino (n. 1934)
- 2003 - Elena Da Venezia, attrice italiana (n. 1915)
- 2003 - Vincenzo Gasperi, calciatore italiano (n. 1937)
- 2003 - Lester Maddox, politico e imprenditore statunitense (n. 1915)
- 2003 - Theodore Cressy Skeat, bibliotecario e filologo britannico (n. 1907)
- 2004 - Bruno De Zordo, saltatore con gli sci italiano (n. 1941)
- 2004 - Karol Kennedy, pattinatrice artistica su ghiaccio statunitense (n. 1932)
- 2005 - Manolis Anagnostakis, poeta greco (n. 1925)
- 2005 - Hugo Cunha, calciatore portoghese (n. 1977)
- 2005 - John Fiedler, attore e doppiatore statunitense (n. 1925)
- 2005 - Salim Halali, cantante e musicista algerino (n. 1920)
- 2005 - Kâzım Koyuncu, musicista, cantautore e attivista turco (n. 1971)
- 2006 - Eliahu Asheri, israeliano (n. 1988)
- 2006 - Irving Kaplansky, matematico canadese (n. 1917)
- 2006 - Arif Mardin, produttore discografico statunitense (n. 1932)
- 2006 - Sophie Maslow, coreografa, ballerina e insegnante statunitense (n. 1911)
- 2006 - Ralph Olinger, sciatore alpino svizzero (n. 1924)
- 2006 - Fernando Soto Henríquez, aviatore e ufficiale honduregno (n. 1939)
- 2007 - Barry Beyerstein, psicologo canadese (n. 1947)
- 2007 - Costantino Ruggeri, francescano, pittore e scultore italiano (n. 1925)
- 2007 - Carlo Starnazzi, storico dell'arte italiano (n. 1949)
- 2008 - Gerard Batliner, politico liechtensteinese (n. 1928)
- 2008 - Antonio D'Inzillo, mafioso italiano (n. 1962)
- 2008 - Dwaine Dillard, cestista statunitense (n. 1949)
- 2008 - Vasilije Stojković, cestista, giornalista e dirigente sportivo jugoslavo (n. 1923)
- 2009 - Antonio Cadei, storico dell'arte italiano (n. 1944)
- 2009 - Farrah Fawcett, attrice statunitense (n. 1947)
- 2009 - Michael Jackson, cantautore, ballerino e coreografo statunitense (n. 1958)
- 2009 - Franz-Albrecht Metternich-Sandor, nobile, storico e bibliotecario tedesco (n. 1920)
- 2009 - Zinaida Stahurskaja, ciclista su strada bielorussa (n. 1971)
- 2010 - Francesco Barbaccia, medico e politico italiano (n. 1922)
- 2010 - Enzo Tiezzi, chimico, politico e ambientalista italiano (n. 1938)
- 2011 - Annie Easley, informatica e matematica statunitense (n. 1933)
- 2011 - Martin H. Greenberg, curatore editoriale statunitense (n. 1941)
- 2011 - Rune Gustafsson, mezzofondista svedese (n. 1919)
- 2011 - Fritz Morf, calciatore svizzero (n. 1928)
- 2011 - Alice Playten, attrice e doppiatrice statunitense (n. 1947)
- 2011 - Bent Sørensen, calciatore danese (n. 1926)
- 2011 - Margaret Tyzack, attrice britannica (n. 1931)
- 2011 - Juan Vallet de Goytisolo, giurista spagnolo (n. 1917)
- 2012 - Doris Schade, attrice tedesca (n. 1924)
- 2013 - Gianfranco Baldazzi, pubblicista, paroliere e storico italiano (n. 1943)
- 2013 - Giuseppe Berton, missionario italiano (n. 1932)
- 2013 - Catherine Gibson, nuotatrice britannica (n. 1931)
- 2013 - Jim Hudson, giocatore di football americano statunitense (n. 1943)
- 2013 - Lau Kar Leung, regista, coreografo e attore cinese (n. 1936)
- 2013 - Pietro Reffi, politico sammarinese (n. 1927)
- 2014 - Salwa Bughaighis, attivista libica (n. 1963)
- 2014 - John Fantham, calciatore inglese (n. 1939)
- 2014 - Ana María Matute, scrittrice spagnola (n. 1925)
- 2014 - Luigi Tola, artista e poeta italiano (n. 1930)
- 2015 - Gabriele Amadori, artista, scenografo e regista italiano (n. 1945)
- 2015 - Hans-Jörg Kellner, numismatico e archeologo tedesco (n. 1920)
- 2015 - Edoardo Lucchina, fisarmonicista italiano (n. 1925)
- 2015 - Patrick Macnee, attore britannico (n. 1922)
- 2015 - Nerses Bedros XIX Tarmouni, patriarca cattolico armeno (n. 1940)
- 2016 - Peter Asmussen, scrittore danese (n. 1957)
- 2016 - Nicole Courcel, attrice francese (n. 1931)
- 2016 - Jack Cropp, velista neozelandese (n. 1927)
- 2016 - Maurice G. Dantec, scrittore e musicista francese (n. 1959)
- 2016 - Giuseppe Ferrara, regista, sceneggiatore e critico cinematografico italiano (n. 1932)
- 2016 - Hal Lear, cestista statunitense (n. 1935)
- 2016 - Ben Patterson, musicista e artista statunitense (n. 1934)
- 2017 - Mido Bimbi, calciatore e allenatore di calcio italiano (n. 1924)
- 2017 - Elsa Daniel, attrice argentina (n. 1936)
- 2017 - Skip Homeier, attore statunitense (n. 1930)
- 2017 - Denis McQuail, sociologo britannico (n. 1935)
- 2017 - Włodzimierz Wójcicki, schermidore polacco (n. 1933)
- 2018 - Angelo Compagnoni, politico e sindacalista italiano (n. 1921)
- 2018 - Elena Benedetta Croce, psicoanalista italiana (n. 1926)
- 2018 - Eugenio Fizzotti, presbitero italiano (n. 1946)
- 2019 - Tony Barone, allenatore di pallacanestro e dirigente sportivo statunitense (n. 1946)
- 2019 - Ken Behring, imprenditore statunitense (n. 1928)
- 2019 - Elda Cerchiari Necchi, storica dell'arte italiana (n. 1924)
- 2019 - Giuseppe Fabiani, vescovo cattolico italiano (n. 1926)
- 2019 - Margit Fekete, cestista ungherese (n. 1929)
- 2019 - Jean-Louis Jagueneau, ciclista su strada francese (n. 1943)
- 2019 - Bryan Marshall, attore britannico (n. 1938)
- 2019 - Isabel Sarli, attrice e modella argentina (n. 1929)
- 2019 - Bruno de Keyzer, direttore della fotografia francese (n. 1949)
- 2020 - Suzana Amaral, regista e sceneggiatrice brasiliana (n. 1932)
- 2020 - Belio, pittore e grafico italiano (n. 1942)
- 2020 - Lester Grinspoon, psichiatra e editore statunitense (n. 1928)
- 2020 - Massamba Kilasu, calciatore della Repubblica Democratica del Congo (n. 1950)
- 2020 - Emeka Mamale, calciatore della Repubblica Democratica del Congo (n. 1977)
- 2020 - Juan Ostoic, cestista e allenatore di pallacanestro cileno (n. 1931)
- 2020 - Joe Sinnott, fumettista statunitense (n. 1926)
- 2020 - Ivan Utrobin, fondista sovietico (n. 1934)
- 2021 - Lou Courtney, cantante e produttore discografico statunitense (n. 1943)
- 2021 - Alain Denis, umorista, scrittore e illustratore francese (n. 1941)
- 2021 - John Erman, regista statunitense (n. 1935)
- 2021 - Marcos Ferrufino, calciatore boliviano (n. 1963)
- 2021 - Jack Ingram, pilota automobilistico statunitense (n. 1936)
- 2021 - Wes Madiko, cantante, musicista e chitarrista camerunese (n. 1964)
- 2021 - Umberto Riva, architetto e designer italiano (n. 1928)
- 2021 - Kyösti Rousti, cestista finlandese (n. 1936)
- 2021 - Giovanni Valentini, artista italiano (n. 1939)
- 2021 - Luis Varela, calciatore uruguaiano (n. 1941)
- 2022 - Javier Cárdenas, calciatore messicano (n. 1956)
- 2022 - William Woolsey, nuotatore statunitense (n. 1934)
- 2023 - John B. Goodenough, fisico e chimico statunitense (n. 1922)
- 2023 - Sandro Boccardi, poeta, musicologo e curatore editoriale italiano (n. 1932)
- 2023 - Simon Crean, politico australiano (n. 1949)
- 2023 - Elizabeth Greene, sciatrice alpina canadese (n. 1941)
- 2023 - Mario Masiero, politico italiano (n. 1936)
- 2024 - Lawrence Anastasi, schermidore statunitense (n. 1934)
- 2024 - Mohamed Arif, calciatore maldiviano (n. 1985)
- 2024 - Bill Cobbs, attore statunitense (n. 1934)
- 2024 - Giovanni Gavazzi, calciatore italiano (n. 1946)
- 2024 - Shayne Philpott, rugbista a 15 neozelandese (n. 1965)
- 2024 - Sika, wrestler samoano americano (n. 1945)
- 2024 - José Antonio Urtiaga, calciatore spagnolo (n. 1942)
- 2025 - Marco Barlatay, calciatore argentino (n. 1974)
- 2025 - Carolyn McCarthy, politica statunitense (n. 1944)
- 2025 - John Patrick Williams, politico statunitense (n. 1937)

## Senza anno specificato(1)
- Jan van der Vucht, pittore olandese (n. 1603)